# Centuries
Centuries ist eine US-amerikanische Hardcore-Punk-Band aus West Palm Beach, Florida, die im Jahr 2008 gegründet wurde.

## Geschichte
Die Band wurde im Jahr 2008 gegründet. Daraufhin folgte die Veröffentlichung diverser Tonträger, sowie Auftritte zusammen mit Bands wie Heartless, Gaza und Capitalist Casualties. Ende 2012 ging die Band zudem mit der polnischen Gruppe Drip of Lies auf eine Europatournee. Nachdem die Band einen Vertrag bei dem Label Southern Lord erreicht hatte, erschien hierüber im August 2013 das Debütalbum Taedium Vitae. Das Album wurde einige Monate zuvor unter der Leitung von Kris Hillbert bei Legitimate Business in Greensboro aufgenommen.

## Stil
Laut James Christopher Monger von Allmusic spielt die Band eine Mischung aus Hardcore Punk, Metalcore, Crustcore und D-Beat. Laut Thomas Sonder vom Metal Hammer handeln die Texte der Band von der alltäglichen Unterdrückung, die jeder Mensch erfahren würde, wie etwa die Beendung einer Beziehung oder mitzuerleben, wie sich ein guter Freund selbst zerstöre. Mit dem Albumtitel wolle man Zustände wie Kälte, Verfall, Sklaverei oder Enttäuschung thematisieren. In seiner Rezension zu Taedium Vitae ordnete Christian Kruse vom Metal Hammer die Band dem D-Beat zu, wobei der Gesang heiseres und in den Hintergrund gemischtes Geschrei sei. Laut Michael Echomaker vom Ox-Fanzine ist die Band eine New-School-Variante von Cursed. Im Interview mit Echomaker gab Rodriguez an, dass die Band in ihren Texten persönliche Erfahrungen verarbeitet. Laut Matin Nawabi vom Ox-Fanzine spielt die Band auf Broken Hymns eine Mischung aus Crustcore und Hardcore Punk. Laut Echomaker in seiner Rezension zu Taedium Vitae spielte die Band auf der Split-Veröffentlichung mit Patsy O' Hara so, als sei die Musik von Cursed mit D-Beat vermischt worden. Zudem vermischte die Band Melodien mit düsterem Hardcore Punk. Auf Taedium Vitae sei der Gesang nun „kehliger“ und weniger mit dem von Cursed vergleichbar. Zudem könne man geringe Einflüsse aus dem Black Metal erkennen. In der Musik verarbeite die Band Themen Schmerz, Tragik und Hass.

## Diskografie
- 2011: Centuries / Homestretch (Split mit Homestretch, Dimlight Records)
- 2011: Creation / Extinction (Single, Hold Tight! Records)
- 2012: Patsy O' Hara / Centuries (Split mit Patsy O’ Hara, This Charming Man Records)
- 2013: Broken Hymns (Kompilation, This Charming Man Records / Halo of Flies Records)
- 2013: Taedium Vitae (Album, Southern Lord)